# Podalirio

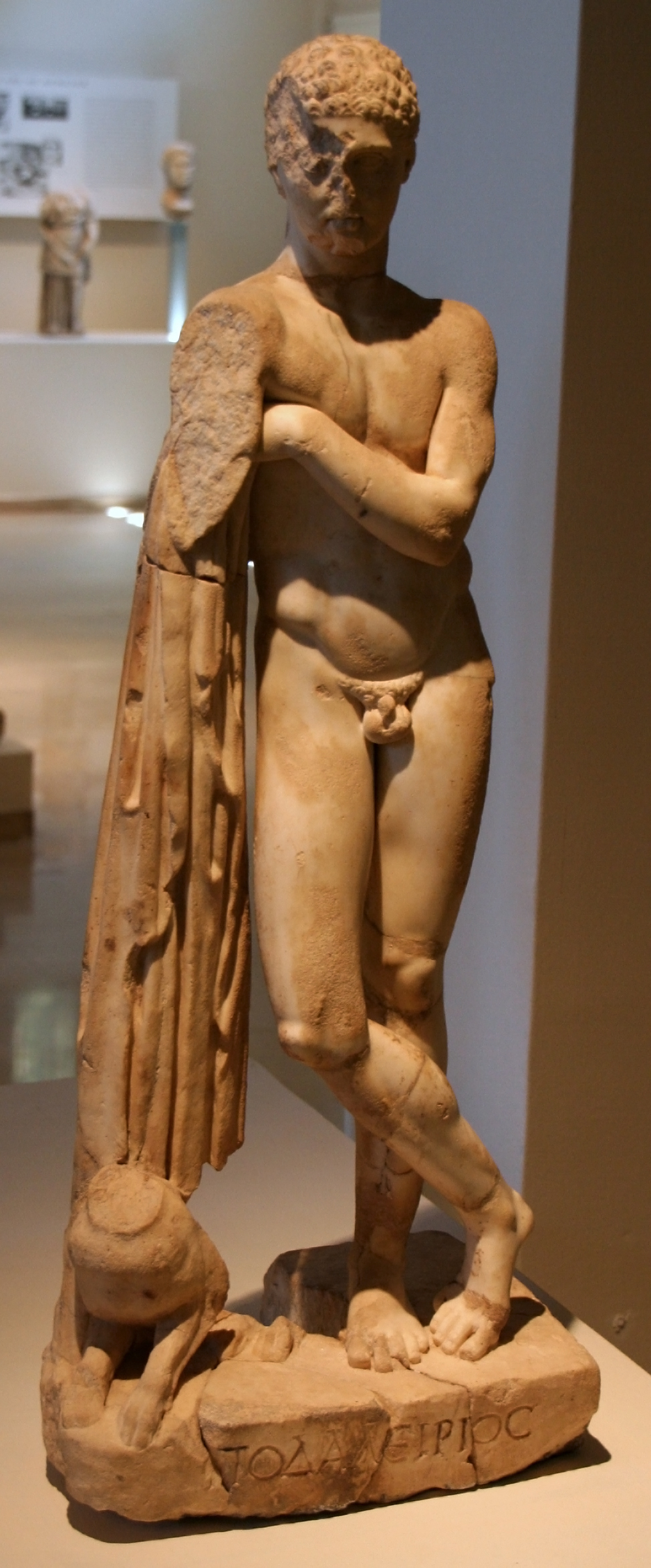
Estatua de Podalirio. Siglo d. C.

En la mitología griega Podalirio (en griego antiguo: Ποδαλείριος Podaleírios) es un héroe de la guerra de Troya. Dares Frigio dice que «era gordo, robusto, soberbio y triste».

## Mito
Es hijo de Asclepio, dios de la medicina, y de Epione, y por tanto hermano de Macaón. Como éste, fue pretendiente de Helena de Troya. Fiel al juramento de Tíndaro, llevó con su hermano treinta naves de Tesalia desde Tricca, Itome y Ecalia, según el Catálogo de las naves.
En Troya se convierte, siempre con su hermano, en médico del bando aqueo:

[Macaón y Podalirio] fueron de gran ayuda a los griegos en esta guerra, tratando con mucho éxito a los que resultaban heridos. Por eso adquirieron una enorme reputación y la necesidad que se tenía de su arte fue la causa que los eximió del combate y de todas las demás funciones militares.
Diodoro Sículo: Biblioteca histórica, IV, 71.

Otros dicen que Macaón sólo practicaba la cirugía y era Podalirio el que curaba las enfermedades.
Se ocupa así de curar a Filoctetes, poseedor del arco y las flechas de Heracles, y sin el cual, según el oráculo de Héleno, Troya no podría tomarse. Sin embargo, en la Ilíada se habla de uno de los dos hermanos herido y del otro que «sostiene vivo combate en la llanura troyana».
Por su parte, Quinto de Esmirna cuenta a Podalirio entre los belicosos guerreros del Caballo de Troya.
Según cuenta el Pseudo-Apolodoro, Podalirio eligió la vía terrestre al final de la guerra, y formó parte de los que enterraron en Colofón al adivino Calcas. Después consultó al oráculo de Delfos para saber dónde establecerse, y el consejo fue el «de instalarse en la ciudad donde, si el cielo cae, no sufrirá ningún daño». Se instala, pues, en el Quersoneso de Caria, en un valle rodeado de montañas.
En su Descripción de Grecia, Pausanias cuenta que Podalirio se extravió en su vuelta por mar y se instaló en Siros, también en Caria.